# Синьки (Сморгонский район)
Синьки́ (бел. Сінькі́) — агрогородок в Беларуси, центр сельсовета Сморгонского района Гродненской области. Расположен в 12 километрах юго-восточнее города Сморгонь, в 90 километрах северо-западнее Минска.
В средине XIX — начале XX веков усадьба с деревней в Беницкой волости Ошмянского повета Виленской губернии, собственность Антушевичей. Согласно инвентаря 1864 года в деревне 40 жителей. В 1889 году 11 дворов, 75 жителей (все православного вероисповедания). В 1901 году открыта школа церковной грамоты. С 16 июля 1954 года центр сельсовета.
По состоянию на 1 января 2004 года 134 двора, 319 жителей. В агрогородке функционируют: фельдшерско-акушерский пункт, детский сад, средняя школа, дом культуры, библиотека, отделение связи, магазин.